# Lijst van afleveringen van MythBusters (seizoen 9)
Dit is een lijst van de verschillende mythen en broodjeaapverhalen uitgetest in het negende seizoen van de televisieserie MythBusters. Mythen kunnen drie uitkomsten hebben: busted (de bewering klopt niet), plausible (de bewering is mogelijk juist), of confirmed (de bewering werd bevestigd).

## Aflevering 160 - Mission Impossible Mask

### Mission Impossible Face Off
| Mythe | Status    | Notities |
| --- | --------- | --- |
| Het is mogelijk om met een realistisch ogend masker en wat acteerwerk de douane op het vliegveld te misleiden. | Plausible | Adam en Jamie bezochten een winkel gespecialiseerd in het maken van rubberen maskers om maskers van hun eigen gezichten te laten maken, en kregen acteerlessen van Terry McGovern over hoe ze elkaars stem en houding konden nadoen. Daarna benaderden ze om beurten vermomd als elkaar zes testpersonen. Alle zes doorzagen ze de vermomming zodra Adam of Jamie begon te spreken, maar zolang ze zwegen werkte de vermomming. |

### Firearms Force
| Mythe | Status    | Notities |
| --- | --------- | --- |
| Het is mogelijk een op de grond gevallen pistool snel buiten iemands bereik te brengen door er tegenaan te schieten.  | Confirmed | Hiervoor werden drie ondergronden getest; een zandweg, een asfaltweg en een vloer met tegels. Het pistool in de test was een doorsnee 9 mm model. Bij alle drie de ondergronden was het team in staat het pistool te bewegen door het te beschieten met een Glock 9 mm.                                                                              |
| Het is mogelijk om een speeltuin-draaimolen in beweging te krijgen met een kogel (gebaseerd op de film Shoot 'Em Up). | Busted    | Het juniorteam beschoot een draaimolen met achtereenvolgens Glock 9 mm pistol, een Smith & Wesson .44 Magnum, en een .45 pistool. Geen van de wapens bracht de mogeln in beweging. Ook nadat de molen was uitgerust met een stalen plaat om de kinetische energie van de kogel optimaal op te vangen en naar de molen door te sturen lukte het niet. |

## Aflevering 161 - Blue Ice

### Bourne Magazine
| Mythe | Status | Notities |
| --- | ------ | --- |
| Een kamer gevuld met een brandbaar gas, kan worden ontstoken door een tijdschrift in een broodrooster te stoppen en deze aan te zetten (gebaseerd op een scène uit de film The Bourne Supremacy.) | Busted | Adam en Jamie plaatsten eerst vier tijdschriften van verschillend formaat in een broodrooster, en keken hoelang het duurde voordat ze in brand vlogen. De dunste vloog na 2 minuten in brand (meer dan de 20 – 30 seconden in de film). Bij een test op schaal bleek methaangas een geschikt gas te zijn voor de test. Voor de test op groot formaat werd het appartement uit de film nagebouwd. De eerste test leverde geen ontploffing op. Met een hogere gasconcentratie en een andere ontstekingsbron lukte het wel, maar een ontploffing onder de omstandigheden uit de film bleek onmogelijk. |

### Blue Ice
| Mythe | Status    | Notities |
| --- | --------- | --- |
| Indien de inhoud van een vliegtuigtoilet tijdens de vlucht naar buiten wordt gegooid, kan het tijdens de val naar de aarde bevriezen tot een massief blok ijs, dat iemand op de grond serieus kan verwonden. | Confirmed | Kari hoorde van een luchtvaarttechnicus dat de piloot de lading van het toilet niet bewust overboord kan gooien, maar dat het wel naar buiten kan lekken indien de tank niet goed sluit of er een lek in de leiding zit. Grant en Tory bezochten een onderzoekscentrum van NASA, waar de temperatuur en windsnelheden van de atmosfeer op de hoogte waar vliegtuigen normaal vliegen konden worden nagebootst. Tijdens de test bleek dat als de hele lading in 1 keer werd gedumpt, er hooguit een dun laagje ijs ontstond. Bij een lekkende leiding waarbij de vloeistof langzaam naar buiten liep, ontstond wel een massa ijs. Om te testen of zo’n blok ijs de val naar de aarde kon doorstaan, maakte Kari een parachutesprong waarbij ze een blok ijs uit het vliegtuig gooide. Het blok bereikte in zijn geheel de grond. |

## Aflevering 162 – Running on Water

### Running on Water
| Mythe | Status | Notities |
| --- | ------ | --- |
| Het is mogelijk om met een combinatie van het juiste schoeisel en de juiste looptechniek over water te rennen (gebaseerd op een viral video) | Busted | Adam en Jamie gebruikten voor hun test een meer gelijk aan dat in de video, droegen dezelfde schoenen als de mensen in het filmpje, en ondernamen meerdere pogingen, maar ze zonken elke keer. Ook Olympisch sprinter Wallace Spearmon lukte het niet. Adam en Jamie probeerden het ook met aangepast schoeisel, gemodelleerd naar de helmbasilisk, maar ook dit werkte niet. Nadien toonden Adam en Jamie nog hoe het filmpje mogelijk gemaakt was; met een brug net onder het wateroppervlak. |

### What Is Bombproof?
Het juniorteam onderzocht welke alledaagse voorwerpen bescherming kunnen bieden tegen de explosive van 1,4 kilo C-4. Dit werd gemeten met schokstikkers.
De volgende voorwerpen werden getest:
| Mythe                      | Status    | Notities |
| -------------------------- | --------- | --- |
| Een houten tafel.          | Confirmed | Op 3 meter van de explosie werd de tafel vernietigd, maar de stickers bleven intact. Op 6.1 meter van de explosie werd de tafel zwaar beschadigd, maar ook hier braken geen stickers |
| Een auto                   | Confirmed | 1 sticker brak bij 3 meter, maar geen bij 6 meter. |
| een metalen vuilcontainer. | Confirmed | De stickers werden dit keer in de container geplaatst. De resultaten waren vergelijkbaar met die van de auto.                                                                        |
| Een betonnen muur          | Confirmed | Bij de explosive op 3 meter stortte de muur in en verpletterde de pop, maar de stickers braken niet bij beide afstanden.                                                             |

## Aflevering 163 – Bubble Trouble

### Bubble Trouble
| Mythe                                                            | Status    | Notities |
| ---------------------------------------------------------------- | --------- | --- |
| Het is onmogelijk om te zwemmen in water gevuld met luchtbellen. | Plausible | Bij een test op klein format maakte Adam een hydrometer die tot een bepaalde diepte moest zinken. De meter zonk niet in een aquarium waar luchtbellen in werden geblazen. Voor de grote test werd de tank van de “Whirlpool of Death” mythe hergebruikt. Adam kon hierin niet blijven drijven zodra de bubbels werden toegevoegd. Bij een extra test in een andere tank slaagde Adam er wel in om door een zwembad gevuld met luchtbellen te zwemmen, maar met veel moeite. |

### Dynamite Axe
| Mythe | Status | Notities |
| --- | ------ | --- |
| Als een staaf dynamiet wordt vastgemaakt aan een pijl en in een boom wordt geschoten, zal de explosie de boom in tweeën splijten. | Busted | het juniorteam probeerde de mythe uit met verschillende pijlen en dynamiestaven, maar concludeerde dat een explosie aan de buitenkant van de boom de boom niet in tweeën kon splijten. Het team testte verder met andere soorten explosieven, zoals TNT, waarbij het explosief bovendien in de boom zelf werd bevestigd. Ook dit leverde niet het gewenste resultaat op. |

## Aflevering 164 – Torpedo Tastic

### Torpedo-Tastic
| Mythe | Status    | Notities |
| --- | --------- | --- |
| In de 13e eeuw ontwierpen de Syriërs reeds een torpedoachtig wapen, dat over het wateroppervlak kon worden afgevuurd en ontplofte bij contact met het doelwit. | Plausible | Adam en Jamie bouwden beide een prototype volgens aanwijzingen in de bronnen die ze konden vinden. Jamie’s ontwerp bleek beter, dus maakten de twee hier een reeks torpedo’s van. Bij de test bleken de torpedo’s niet betrouwbaar en geregeld de lucht in te vliegen in plaats van op het doel af. Na veel testen lukte het hen de torpedo werkend te krijgen, maar omdat geen enkele bron bewijst dat het wapen ooit echt gebruikt is in gevechten, kreeg de mythe toch het oordeel “plausible”. |

### Exploding Wine
| Mythe | Status | Notities |
| --- | ------ | --- |
| Als een vrachtwagen gevuld met wijnlessen in brand vliegt, kan de hitte ervoor zorgen dat de kurken uit de flessen schieten en 30 meter ver vliegen. Het geluid hiervan is vergelijkbaar met dat van een machinegeweer. | Busted | Na een bezoek aan een lokale wijnboer om meer te leren over wijnflessen en kurken, besloot het juniorteam meerdere flessen en soorten wijn te testen op verschillende temperaturen. Ze ontdekten dat door de flessen eerst te koelen, de kurken verder vlogen vanwege het grotere temperatuursverschil. De champagne en de riesling presteerden het beste. Voor de grote test werd een trailer gevuld met 1000 flessen champagne en wat Riesling, en toen in brand gevlogen. Het geluid van de knallende kurken klonk volgens het team inderdaad als een geweer of vuurwerk, maar de kurken vlogen niet de gestelde afstand van 30 meter. |

## Aflevering 165 – Blow Your Own Sail

### Sounds Bogus
Adam en Jamie vergeleken welke geluiden uit films overeenkomen met hetzelfde geluid in werkelijkheid.
| Mythe                          | Status    | Notities |
| ------------------------------ | --------- | --- |
| een slag                       | Busted    | Beide sloegen in op een varkenscarcas, maar het geluid hiervan kwam niet overeen met wat men in films hoort. |
| het geratel van een ratelslang | Confirmed | Owen Maercks, een slangenexpert, liet Adam en Jamie horen hoe een echte ratelslang klinkt. Dat bleek overeen te komen met de film. |
| Een pistool met een knaldemper | Plausible | Adam en Jamie schoten op een schietbaan met 0.45- en 9mm-pistolen, beide met en zonder knaldempers. Met behulp van geluidsexpert Roger Schwenke ontdekten ze dat de geluiddemper het geluid sterk verminderde, en redelijk overeenkwam met het filmgeluid. |
| een explosie                   | Busted    | Adam en Jamie ontdekten dat een filmexplosie van een auto langer duurt en een breder spectrum aan frequenties produceerde. |

### Blow Your Own Sail
| Mythe | Status    | Notities |
| --- | --------- | --- |
| Een zeilboot die vastzit bij gebrek aan wind, kan zichzelf voorutiblazen met een aan boord bevestigde ventilator. | Confirmed | Het juniorteam deed eerst een test op klein format, waarbij Kari ontdekte dat een propeller zoals die van een vliegtuig genoeg wind kon produceren om een modelauto in beweging te krijgen. Bij een zeilboot bleek dit niet te werken vanwege tegenstrijdige krachten die werden uitgeoefend op het zeil. Bij een combinatie van een groot zeil en een speciaal gemonteerde ventilator werkte het principe wel. |

## Aflevering 166 – Spy Car 2

### Spy Car: The Revenge
Dit is een vervolg op de “Spy Car Escape”-mythe uit 2010, maar nu met de nadruk op offensieve methodes in plaats van defensieve.
Het is mogelijk bij een achtervolging een vijandige auto af te schudden door...
| Mythe                                           | Status    | Notitie |
| ----------------------------------------------- | --------- | --- |
| ...spikes bevestigd aan de wielen.              | Confirmed | Deze mythe is afkomstig uit de films Goldfinger en The Green Hornet. Beide versies van de spikes werden nagebouwd en getest. Beide versies bleken te werken en vernielden ten minste één autoband van de achtervolgende auto. Jamie bouwde nadien ook nog een eigen versie die de auto van Adam zwaar beschadigde. |
| ...een machinegeweer bevestigd aan de motorkap. | Confirmed | Adam bouwde twee verschillende opstellingen om volautomatische paintballpistolen aan te bevestigen; een met een vaste positie en een beweegbare. Na een paar aanpassingen werkte de opstellingen on Adam Jamie’s auto vol treffen.                                                                                 |

### Spinning Ice Bullets
| Mythe                                                                              | Status    | Notitie |
| ---------------------------------------------------------------------------------- | --------- | --- |
| Een kogel die wordt afgevuurd op een bevroren meer kan meerdere malen ronddraaien. | Confirmed | Het testen van deze mythe begon al in de zomer met behulp van blokken ijs en droogijs, maar dit leverde niet het gewenste resultaat op. In de winter werd de test herhaald op een echt bevroren meer, en na een paar pogingen lukte het om de resultaten uit de viral video die deze mythe inspireerde te herhalen. |

## Aflevering 167 – Dodge a Bullet

### Dodge a Bullet
| Mythe                                                                           | Status | Notitie |
| ------------------------------------------------------------------------------- | ------ | --- |
| Het is mogelijk een kogel te ontwijken indien de schutter ver genoeg weg staat. | Busted | Adam en Jamie haalden voor deze mythe sluipschutter Dave Liwanag erbij voor wat uitleg en het doen van testen om te zien hoe snel een kogel zijn doel bereik. De kogels bleken snelheden in het langzaamste geval 1791 milliseconden te doen over het afleggen van een afstand van 1100 meter. Daarna testten Adam en Jamie hun reactievermogen en concludeerden dat de schutter ten minste 366 meter ver van hun zou moeten staan om de mythe te laten slagen. Bij de test op grote schaal kon geen van beide de gebruikte paintballkogels ontwijken. Bovendien zou een echte schutter ervoor zorgen dat het doelwit hem niet ziet aankomen, waardoor de kans dat men de kogel kan ontwijken onwaarschijnlijk wordt. |

### Water = Pavement
| Mythe | Status | Notitie |
| --- | ------ | --- |
| Indien men van grote hoogte valt, kan een landing op water dezelfde verwondingen veroorzaken als een landing op harde grond. | Busted | Het team deed eerst wat testen met versnellingsmeters. Bij verschillende hoogtes bleek een landing op harde grond een grotere g-kracht te genereren dan een landing op water. Bij de test op grote schaal werden 2 varkenscarcassen uit een helikopter gegooid op 183 meter hoogte. De landing op de grond resulteerde in 17 gebroken botten en onthoofding, terwijl de landing op water resulteerde in 7 gebroken botten en een gebroken nek. |

## Aflevering 168 – Fixing a Flat

### Fixin’ a Flat
Indien een automobilist midden in de wildernis een lekke band krijgt, kan hij dit probleem verhelpen door...
| Mythe                                                          | Status    | Notities |
| -------------------------------------------------------------- | --------- | --- |
| ...de band op te vullen met stro                               | Plausible | Adam en Jamie vulden de band met stro en voltooiden met succes 1 rondje over het testcircuit. Bij het tweede rondje begon de vulling los te laten.                                                |
| ...een geïmproviseerde slee onder het lekke wiel te bevestigen | Busted    | Adam en Jamie maakten een tak vast onder de lekke band. Deze hield echter niet lang stand. |
| ...een reservewiel te maken van een boomstam.                  | Confirmed | Adam en Jamie zaagden een stuk van een boomstam en maakten dit zo rond mogelijk. Het boomstamwiel hield stand tijdens het eerste testrondje en was volgens het duo de beste oplossing tot dusver. |

Als een auto een lekke band krijgt in de stad, kan het probleem worden verholpen door...
| Mythe                                              | Status            | Notities |
| -------------------------------------------------- | ----------------- | --- |
| ...verder te rijden op de kale velgen              | Plausible         | Hoewel de auto maar matig kon accelereren zonder band, kon Jamie toch een testronde met succes voltooien.                                                                                                |
| ...een putdeksel als reservewiel te gebruiken      | Plausible         | Adam vond een putdeksel met dezelfde afmetingen als de band, bevestigde dit aan het wiel, en kon met succes een testronde rijden.                                                                        |
| ...verder rijden met alle vier de banden aangepast | Velgen zijn beter | In deze extra test probeerden Adam en Jamie beide bovengenoemde methodes tegen elkaar uit; Jamie in een auto met vier kale velgen en Adam in een auto met vier putdeksels als wielen. Jamie won de race. |

### Flaming Reel
| Mythe | Status | Notities |
| --- | ------ | --- |
| Een vis die vastzit aan het haakje van een werphengel, kan zo snel wegzwemmen dat de katrol van de hengel vlamvat door de wrijving. Deze mythe is gebaseerd op een viral video. | Busted | Het juniorteam testte verschillende vislijn-katrolcombinaties. De hoogste temperatuur werd gemeten bij een draad van dyneema. Deze werd gecombineerd met een oud model katrol. Deze combinatie leverde al rookontwikkeling op bij het snel afrollen van de draad. Voor de grote test werd een go-kart opgevoerd naar de maximum zwemsnelheid van een zeilvis. Hiermee werd de draad van de hengel afgerold. Er ontstond wel rook, maar geen vuur. Ook toen Tory brandbaar smeermiddel toevoegde, gebeurde er niets. |

## Aflevering 169 – Let There Be Light

### Let There Be Light
| Mythe | Status                       | Notities |
| --- | ---------------------------- | --- |
| Het is mogelijk met een systeem van spiegels zonlicht te weerkaatsen naar een ondergrondse ruimte en deze zo genoeg te verlichten om er veilig doorheen te lopen (gebaseerd op een scène in The Mummy). | Plausible (maar belachelijk) | Adam en Jamie bouwden in hun werkplaats een hindernisbaan om te kijken hoeveel licht minimaal nodig is om deze zonder problemen te doorlopen. Adam voltooide de baan bij een minimum van 0,39 lux. Daarna probeerden ze met zes spiegels en een enkele lamp de kamer te verlichten. Moderne spiegels haalden 0,49 lux en oude, metalen spiegels 1,13 lux. Al snel bleek dat het licht echt verspreid moest worden in plaats van gebundeld tot 1 straal om de kamer goed te verlichten. Bij de grote test werd een hangar gebruikt met zes glazen spiegels een lamp van 7000 watt. De spiegels waren goed voor 2,3 flux aan licht. Bij zonlicht was dit zelfs 2,5 lux, totdat de zon zodanig verschoof dat de spiegels verplaatst moesten worden. |

### Bumper Cars
| Mythe | Status    | Notities |
| --- | --------- | --- |
| Het is mogelijk een op hol geslagen auto te stoppen door ervoor te gaan rijden, en dan langzaam af te remmen. | Confirmed | Het juniorteam kreeg eerst lessen in stuntrijden. Daarna probeerden ze een auto waarvan het gaspedaal niet meer werd ingedrukt, en een waarvan het gaspedaal nog wel werd ingedrukt te stoppen op deze manier. Beide keren lukte dit. Het team testte ook enkele andere methodes zoals de op hol geslagen auto inklemmen tussen 2 auto’s. |

## Aflevering 170 – Paper Armor

### Depth Charge Disaster
| Mythe | Status    | Notities |
| --- | --------- | --- |
| Men kan de kans om een explosie onder water te overleven vergroten door op de rug aan de oppervlakte te gaan drijven. | Confirmed | Adam en Jamie bouwden een cilindrische tank, met daarin op vier verschillende dieptes drukmeters. Toen een .357 Magnum werd afgevuurd in de tank, bleken de schokgolven aan de oppervlakte het kleinst. Bij de test op grote schaal werd 5 kilogram TNT gebruikt. Hierbij bleek een persoon die aan de oppervlakte drijft een explosie op 9 meter afstand kon overleven, maar op grotere diepte niet. |

### Paper Armor
| Mythe | Status    | Notities |
| --- | --------- | --- |
| In het oude China droegen krijgers harnassen van papier, die dezelfde bescherming boden als ijzeren harnassen. | Plausible | Kari sprak met antiekexpert Greg Martin over deze harnassen. Volgens hem werden deze harnassen in 600 voor Christus gebruikt, en waren ze gemaakt van lagen papier geïmpregneerd met hars of schellak. Het juniorteam testte vervolgens verschillende modellen, waarbij een harnas gemaakt van dik, gevouwen papier zonder hars de beste bescherming bood. Dit papieren harnas werd vervolgens uitgetest tegen een stalen harnas. De harnassen werden getest op weerstand tegen klappen, zwaarden en pijlen. Het papieren harnas presteerde even goed als het stalen harnas bij het zwaard en de pijlen, maar weerstond niet de slagen. Voor de grote test moesten Kari, Tori en Grant alle drie een parcours afleggen gekleed in eerst een papieren harnas en vervolgens een stalen harnas. Hierbij bleek een papieren harnas op alle fronten makkelijker te dragen dan een stalen harnas. |

## Aflevering 171 – Bikes and Bazookas

### Bike vs. Car
| Mythe                                                                        | Status | Notities |
| ---------------------------------------------------------------------------- | ------ | --- |
| Een motorfiets is minder milieuvervuilend dan een auto uit dezelfde periode. | Busted | Adam en Jamie kozen telkens een auto en motorfiets uit dezelfde tijdsperiode; de jaren 80, de jaren 90 en na 2000. Adam reed met elk voertuig 30 minuten door de stad en over de snelweg, waarbij met sensoren de hoeveelheid uitlaatgassen werden gemeten. Elke keer bleken de motoren zuiniger en minder koolstofdioxide uit te stoten, maar de auto’s waren steeds beter qua uitstoot van koolmonoxide, stikstofoxiden en koolwaterstof. Adam en Jamie probeerden de prestaties van de motor wat op te krikken door hem gestroomlijnder te maken, maar dit hielp niet. |

### Red Bazooka
| Mythe | Status | Notities |
| --- | ------ | --- |
| Een kogel uit een handvuurwapen kan een granaat uit een raketwerper in de lucht laten ontploffen en zo de schutter doden, terwijl de schutter met het handvuurwapen ongedeerd blijft. Deze mythe is afkomstig uit de film Red. | Busted | Het juniorteam bezocht het New Mexico Institute of Mining and Technology om meer te leren over RGP's. Met behulp van het personeel aldaar werd een constructie gebouwd om een RGP op een op afstand afvuurbaar handvuurwapen af te vuren. Poppen werden gebruikt om de schade te meten. Bij de test bleek dat de explosie een regen van metaalscherven zou veroorzaken en dat de schutter dus enkel op puur geluk zijn actie zou kunnen overleven. |

## Aflevering 172 – Newton's Crane Cradle

### Wrecking Ball Baloney
| Mythe                                                                                                | Status | Notities |
| --- | ------ | --- |
| Het is mogelijk om een werkend Newtonpendel te maken met sloopkogels (gebaseerd op een viral video). | Busted | Adam en Jamie deden eerst een test op schaal om fouten in de constructie te vinden en de energieoverdracht van kogel naar kogel te onderzoeken. De test op groot formaat werd uitgevoerd op de Mare Island Naval Shipyard. De constructie bleek echter inefficiënt en het pendel kwam dan ook al snel tot stilstand. |

### Bird Balance
| Mythe | Status | Notities |
| --- | ------ | --- |
| Als een auto op de rand van een afgrond balanceert, is een vogel die op de motorkap gaat zitten al genoeg om de wagen uit balans te brengen en te laten vallen. | Busted | Voor de test werd een container gebruikt als afgrond, met een helling aan een kant zodat de wagen veilig naar beneden zou rijden als hij zou vallen. Nadat de testwagen in balans was gebracht, werden achtereenvolgens twee duiven, twee haviken en een Oehoe op de motorkap losgelaten, maar de wagen raakte niet uit balans. Met een verzwaarde modelhelikopter werd vervolgens een Californische condor nagebootst, maar ook dit gewicht bleek niet voldoende om de wagen te laten vallen. |

## Aflevering 173 – Walk a Straight Line

### Walking Straight
| Mythe                                                                         | Status    | Notities |
| ----------------------------------------------------------------------------- | --------- | --- |
| Een persoon met een blinddoek kan onmogelijk in een rechte lijn voortbewegen. | Confirmed | Adam en Jamie testte de mythe zowel bij wandelen, zwemmen als rijden. Behalve blinddoeken kregen Adam en Jamie ook oordoppen in. Bij alle drie de testen slaagden beide er niet in een rechte lijn aan te houden. Voor een realistischer scenario werd een parcours uitgezet in een bos, waarbij Adam en Jamie geen zichtbare herkenningspunten hadden en emmers over hun hoofd droegen om nachtzicht te simuleren. Adam verdwaalde, maar Jamie wist op het parcours te blijven door zijn ervaringen als survivalexpert. |

### Binary Fender Bender
| Mythe | Status | Notities |
| --- | ------ | --- |
| Een lading binaire explosieven kan ontploffen als ze worden vervoerd in de kofferbak van een auto en deze van achter wordt aangereden. | Busted | Voor de test werd Tannerite gebruikt. Zowel de losse componenten als een lading van reeds gemengd Tannerite werd achter in een auto gezet, waarna er een andere auto op de kofferbak werd gegooid om een botsing te simuleren. Er volgde geen ontploffing. Ook toen de botsing werd uitgevoerd met een snelheid van 483 kilometer per uur ontplofte het Tannerite niet. |

## Aflevering 174 – Duct Tape Plane

### Excavator Exuberance
Adam en Jamie onderzochten drie viral video’s over graafmachines.
| Mythe                                                                                      | Status                               | Notities |
| ------------------------------------------------------------------------------------------ | ------------------------------------ | --- |
| Een graafmachine kan worden gebruikt als grote roeispaan om een vlot mee voort te bewegen. | Confirmed                            | De Mythbusters gebruikten 2 machines in plaats van 1 zoals in de video. Het vlot werd losgelaten in de baai van San Francisco. De eerste vaarpoging mislukte door de sterke stroming, maar toen ze dichter bij de kust begonnen met varen lukte het wel om de kust weer te bereiken. |
| Een graafmachine kan worden gebruikt om iemand te laten wakeboarden.                       | Confirmed (Puur onvolwassen plezier) | De graafmachine werd midden in een vijver geplaatst, waarna Jamie het ding liet ronddraaien terwijl Adam hangend aan de schep probeerde te wakeboarden. Na wat aanpassingen aan de snelheid en de schep lukte dit.                                                                   |
| Een graafmachine kan zichzelf in een vrachtwagen laden.                                    | Confirmed                            | Adam kreeg hiervoor eerst les van een ervaren graafmachinebestuurder. Door de graafarm voorzichtig te manipuleren kon Adam de machine zichzelf op laten tillen om de vrachtwagen binnen te rijden.                                                                                   |

### Duct Tape Plane
| Mythe | Status    | Notities |
| --- | --------- | --- |
| Een door een beer beschadigde brandstofleiding van een vliegtuig kan met ducttape voldoende worden hersteld om weer veilig mee te vliegen. | Confirmed | De juniormythbusters kregen hulp van een ervaren piloot. Hij slaagde erin 30 minuten veilig te vliegen met een vliegtuig waarvan de brandstofleiding hersteld was met ducttape.                                             |
| Het is mogelijk een volledige brandstofleiding te maken van enkel ducttape.                                                                | Confirmed | Met 17 rollen ducttape slaagde het team erin een vervangende brandstofleiding in elkaar te knutselen. De constructie werd eerst in een windtunnel getest alvorens een vlucht te maken met het vliegtuig. De vlucht slaagde. |

## Aflevering 175 – Flying Guillotine

### C4 Cook-Off
| Mythe | Status                                   | Notities |
| --- | ---------------------------------------- | --- |
| C-4 is stabiel genoeg om te branden zonder te ontploffen. Al brandend kan het dan worden gebruikt om op te koken. Te ruwe behandeling van het brandende materiaal kan echter alsnog een explosie veroorzaken. | Confirmed (1e helft) / Busted (2e helft) | Adam en Jamie slaagden erin een stuk C4 2 minuten te laten branden zonder explosie. Het brandende C4 had een temperatuur van 538 graden Celsius en bleek geschikt om een militaire instantmaaltijd op te warmen. Het lukte echter niet het brandende C4 alsnog tot ontploffing te brengen middels een kracht van buitenaf, zoals een gewicht dat erop wordt gegooid of een kogel die erin wordt afgeschoten. |

### The Flying Guillotine
| Mythe | Status    | Notities |
| --- | --------- | --- |
| In het 18e-eeuwse China bestond een wapen dat vanaf een afstand over iemands hoofd kon worden gegooid, de persoon kon onthoofden, en het afgesneden hoofd terug kon dragen naar de eigenaar van het wapen. | Plausible | Het juniorteam stelde drie criteria aan het wapen; het moest makkelijk te gooien zijn, een hoofd snel en goed af kunnen snijden, en makkelijk weer terug te halen zijn. Grant, Tory en Kari ontwierpen elk een eigen prototype, waarna deze werden getest op een varkensnek met Busters hoofd erop. Alle drie konden vanaf een afstand drie meter over het hoofd worden gegooid. Tory’s ontwerp bleek het meest geschikt voor daadwerkelijke onthoofding. Om te testen in hoeverre dit wapen bruikbaar was in gevechten, moest Tory proberen een bewegend doel te raken. Dit mislukte. Het team concludeerde dat het wapen, als het echt bestaan heeft, geschikt was voor een aanslag, maar niet voor op het slagveld. |

## Aflevering 176 – Drain Disaster

### Drain Disaster
| Mythe                                                                                  | Status    | Notities |
| -------------------------------------------------------------------------------------- | --------- | --- |
| Een methaanexplosie in een riool kan een putdeksel lanceren zonder het te vernietigen. | Confirmed | Na een test op schaal waarbij een gesloten pijp het beste bleek te werken, maakten de MythBusters hun eigen 12 meter lange rioolbuis met drie putdeksels erin. De explosie van het methaan lanceerde de deksels 46 meter de lucht in. |

### Bedlam-Proof Bedliner
Het juniorteam onderzocht of truck bedliner bestand is tegen...
| Mythe             | Status    | Notities |
| ----------------- | --------- | --- |
| ...een botsing    | Busted    | Een truck werd half ingespoten met bedliner en van beide kanten aangereden door een auto. De schade was een beide kanten gelijk. |
| ...een hondenbeet | Confirmed | Grand maakte een robot gemodelleerd naar de schedel van een Duitse herder. Het team besproeide van vier jassen (leer, canvas, denim en quilt) 1 mouw met bedliner en liet de andere onbewerkt. Daarna mocht de robot proberen door alle acht mouwen te bijten. De onbehandelde mouwen liepen meer schade op dan de behandelde. Tory testte een geheel behandelde jas tegen een echte politiehond. Deze kon hem niet bijten. |
| ...een explosie   | Confirmed | Het team maakte houten muren en betonnen muren, waarvan steeds 1 behandeld werd met bedliner en 1 niet. De onbehandelde muren liepen zware schade op door de explosie maar de behandelde muren bleven vrijwel intact. |

## Aflevering 177 – Wheel of Mythfortune

### Pick a Door
Mensen die worden geconfronteerd met het driedeurenprobleem zullen...
| Mythe                                                             | Status    | Notities |
| ----------------------------------------------------------------- | --------- | --- |
| ...liever bij hun eerste keuze blijven.                           | Confirmed | Adam en Jamie bouwden een spelshowset na en Adam deed zich voor als presentator. 20 vrijwilligers mochten een deur uit een set kiezen. Allemaal bleven ze bij hun keuze toen achter de gekozen deur niks bleek te zitten. |
| ...meer kans hebben om te winnen als ze wel van keuze veranderen. | Confirmed | Adam en Jamie ondergingen zelf de keuze waarbij Adam steeds van keuze wisselde en Jamie bij zijn keuze bleef. Adam won veel vaker dan Jamie.                                                                              |

### Grenade Shrapnel
| Mythe | Status | Notities |
| --- | ------ | --- |
| Als een granaat vlak naast een persoon op de grond valt, kan deze door plat op de grond te gaan liggen voorkomen dat hij door rondvliegende scherven wordt geraakt. | Busted | Bij een test bleken alle doelwitten binnen een straal van 1.5 meter rond de granaat geraakt te worden. Bovendien waren de doelwitten over de hele hoogte beschadigd, ook vlak bij de grond. |

### Firearm Fashion
| Mythe | Status | Notities |
| --- | ------ | --- |
| Bepaalde posities die personages in films vaak aannemen kunnen een schutter helpen om sneller en nauwkeuriger te schieten. | Busted | Adam en Jamie onderzochten zes posities, met doelwitten tot 4,6 meter afstand en een 0.45-kaliberpistool om mee te schieten. Geen van de posities presteerde beter dan de standaardmanier van schieten. |

### Flaming Tire
| Mythe | Status | Notities |
| --- | ------ | --- |
| Het is mogelijk een lekke band weer op te blazen en op de velg te zetten door er motorstartvloeistof in te spuiten en dit aan te steken. | Busted | De band werd bij de eerste test niet weer opgepompt. Bij de tweede test, toen de vloeistof beter met lucht werd gemengd, werd de band zover opgeblazen dat hij scheurde. |

## Aflevering 178 – Toilet Bomb

### Toilet Bomb
| Mythe | Status    | Notities |
| --- | --------- | --- |
| Als een bom die afgaat door druk wordt afgekoeld met vloeibare stikstof, zal de explosie lang genoeg uitgesteld worden zodat een persoon dekking kan zoeken in een badkuip onder een explosiebestendige deken. Deze mythe komt van een scène uit Lethal Weapon 2. | Confirmed | Adam en Jamie onderzochten 3 onderdelen van de mythe: de tijd die nodig is om van het toilet in de badkuip te komen, in hoeverre stikstof de bom kon vertragen, en in hoeverre een deken en de badkuip bescherming zouden bieden aan de explosie. Adam kon Jamie binnen 1,95 seconde de badkuip intrekken en onder de deken stoppen. Bij de test op de schietbaan bleek dat stikstof de explosie van de bom met 15 milliseconden kon vertragen indien alleen de lading werd afgekoeld. Indien zowel de lading als de batterij voor de ontsteker werden afgekoeld ging de bom zelfs helemaal niet af tot na 15 minuten alles weer was opgewarmd. Daarmee bleek deze methode in het echt effectiever dan in de film. Bij de laatste test bleek dat een persoon de explosie zou kunnen overleven dankzij de badkuip en deken. |

### Flock Formation
| Mythe | Status    | Notities |
| --- | --------- | --- |
| Vliegtuigen zouden brandstof en geld kunnen besparen als ze net als vogels in een V-formatie zouden vliegen. | Confirmed | Het juniorteam begon de test met modelvliegtuigjes, waarmee de mythe reeds bevestigd werd. Voor de grote test werd de hulp ingeroepen van een stuntvliegteam. Een gesloten V-formatie bleek hier voor 3,5% minder brandstofverbruik te zorgen. Hoewel de mythe bevestigd werd, werd wel opgemerkt dat een dergelijke manier van vliegen extra risico’s met zich meebrengt voor de piloten en passagiers. |